# Arrigoni (azienda)
La Arrigoni è una società per azioni attiva nel ramo delle conserve alimentari, fondata a Isola d'Istria nel 1855 da Gaspare Arrigoni.

## Storia
Trasferitasi quasi subito a Trieste, divenne nel tempo una delle più importanti industrie di conserve alimentari italiane. La sua produzione si estendeva dal pesce agli ortaggi e alla frutta con sedi in tutta Italia. Nel primo dopoguerra l'azienda fu diretta da Giorgio Sanguinetti (1881-1943), che ampliò e modernizzò l’azienda, aprendo, oltre a quelli in Venezia Giulia, gli stabilimenti di Sesto Fiorentino, Cesena e Cattolica.  
L'azienda nel 1927 comprò il Consorzio Industrie Agrarie (CIA), una cooperativa sorta a Cesena nel 1920, e ne ampliò notevolmente gli impianti, collocati di fronte alla stazione ferroviaria. Questa operazione fu agevolata dal Duce.
La produzione negli anni '30 e '40 fu sostenuta dalle derrate fornite all'esercito regio, tanto che arrivò in quel periodo ad avere fino a 5 000 dipendenti.
Il 29 giugno 1944 un bombardamento alleato durante la seconda guerra mondiale distrusse parte degli stabilimenti, vista la locazione strategica degli impianti, vicini alla stazione ferroviaria e al relativo scalo merci.
La fabbrica nel dopoguerra entrò in crisi, stante l'assenza delle forniture militari che ne avevano garantito la grande crescita nel periodo interbellico.
Tra il 1964 e il 1967 lo stabilimento originario di Cesena venne chiuso e sostituito da uno nuovo situato nella frazione Pievesestina, che a sua volta chiuse alla fine degli anni '80 dopo un lungo e turbolento periodo di crisi in cui si susseguirono manifestazioni popolari, scioperi, licenziamenti di massa e vertenze sindacali inconcludenti.
La fabbrica, nonostante fosse stata voluta dal regime fascista, durante la Resistenza si prodigò nella guerra di liberazione italiana, tanto che colpita più volte dalla repressione del dissenso. La famiglia Sanguinetti, di origine ebraica, subì persecuzioni e il figlio di Giorgio, Bruno Sanguinetti, fu attivo nella resistenza nelle file del Partito Comunista Italiano.